# کلروپیکرین
کلروپیکرین (به انگلیسی: Chloropicrin) با فرمول شیمیایی CCl۳NO۲ یک ترکیب شیمیایی سمی است که به عنوان یک سلاح شیمیایی از نوع عامل تنفسی نیز شناخته می‌شود. که جرم مولی آن ۱۶۴٫۳۷۵ g/mol می‌باشد. شکل ظاهری این ترکیب، مایع بی‌رنگ است.